# 행복 (1965년 영화)
《행복》(프랑스어: Le Bonheur)은 1965년 개봉된 프랑스의 드라마 영화이다. 아녜스 바르다가 감독과 각본을 맡았다. 제15회 베를린 영화제에서 로만 폴란스키의 영화 《반항》과 함께 심사위원대상을 공동수상했다.

## 줄거리
아내와 함께 두 아이를 키우며 행복한 남자 주인공은 우연히 우체국에서 일하는 여자와 만나 사랑에 빠지게 되면서 더 커다란 행복감을 맛보게 된다. 그러나 아내에게 어떤 것도 숨길 수 없는 그는 자신의 외도를 고백하게 되고, 가족 나들이를 나간 날 아내는 호수에 몸을 던져 자살한다. 이전 아내의 자리를 대신하게 된 우체국 여직원은 마치 아무일 없었다는 듯이 집안 일을 하고 아이들을 키운다. 이렇게 새로 구성된 가족이 가을나들이를 나간 모습으로 영화는 끝이 난다. 결국 진정한 행복이란 무엇인가, 성적 관계와 성역할의 본성은 무엇인가, 이 모든 것들과 사회의 관계는 무엇인가 등에 대한 문제제기를 피할 수 없게 된다.

## 출연

### 주연
- 장-클로드 드루오

## 기타
- 미술: Hubert Monloup
- 의상: Claude Francois